# Alfonso Canales
Alfonso Canales Pérez-Bryan (Málaga, 1923 - ibídem, 18 de noviembre de 2010) fue un poeta y crítico literario español.
En la Universidad de Granada comenzó los estudios de Filosofía y Letras pero se licenció finalmente en Derecho. Inició con José Antonio Muñoz Rojas la revista Papel Azul, así como las colecciones poéticas A quien conmigo va y Arroyo de los Ángeles. Formó parte del grupo editor de Caracola, importante revista que continuó en Málaga la tradición editorial y tipográfica de Litoral.
Fue presidente de la Real Academia de Bellas Artes de San Telmo y miembro correspondiente por Andalucía de la Real Academia Española y de la Real Academia de la Historia. Su biblioteca, que supera los 26 000 volúmenes, es una de las más importantes de Málaga. Junto a su archivo personal (con más de 15 000 documentos), fue declarada Bien de Interés Bibliográfico por la Junta de Andalucía (2012). Por expreso deseo de Alfonso Canales, ambos fondos se encuentran depositados en la Universidad de Málaga, que desde 2016 los aloja oficialmente en su Biblioteca de Arquitectura y Bellas Artes. 
De su obra poética se destacan: Sonetos para pocos en 1950, El candado en 1956, Port Royal en 1956, Cuenta y razón en 1962 y Tres oraciones fúnebres en 1983.
El 2 de diciembre de 2004 es nombrado doctor honoris causa por la Universidad de Málaga, editora de la antología Lo dicho (2005). Un año después apareció la recopilación poética Ocasión de vida, preparada por Francisco Ruiz Noguera para la colección Vandalia de la Fundación José Manuel Lara (Sevilla).
A finales de 2006 la editorial Huerga y Fierro reeditó uno de sus libros más importantes: Aminadab (por el que en 1965 le habían concedido el Premio Nacional de Poesía), con una introducción del poeta Francisco Ruiz Soriano.
En el año 2006 le fue concedida la Medalla de oro de la provincia de Málaga.

## Obras
- Cinco sonetos de color y uno de negro, 1943.
- Sonetos para pocos, 1950.
- El candado, 1956.
- Port Royal, 1956.
- Cuenta y razón, 1962.
- Tres oraciones fúnebres, 1983.

## Premios
- Premio Nacional de Poesía en 1965 por Aminadab.
- Premio de la Crítica en 1973 por Réquiem andaluz.
- Premio Internacional de Poesía Ciudad de Melilla en 1979 por El puerto.